# Enallagma ebrium
Enallagma ebrium – gatunek ważki z rodziny łątkowatych (Coenagrionidae). Występuje na terenie Ameryki Północnej.